# Wyścigowe Mistrzostwa Węgier 1964
1964 – sezon wyścigowych mistrzostw Węgier.